# 마티아스 브란트
마티아스 브란트(독일어: Matthias Brandt, 1961년 10월 7일 ~ )는 독일의 배우이자 오디오북 내레이터이다. 그는 1989년부터 70편 이상의 영화에 출연했다.